# Santa María Colotepec
Santa María Colotepec è un comune del Messico, situato nello stato di Oaxaca.